# مايك غروسو
مايك غروسو (7 سبتمبر 1947 - ) (بالإنجليزية: Mike Grosso)‏ هو لاعب كرة سلة أمريكي في مركز الوسط. لعب مع Louisville Cardinals ‏.

## وصلات خارجية
- مايك غروسو على موقع سبورتس رفرنس (الإنجليزية)
- مايك غروسو على موقع كلية كرة السلة في سبورتس رفرنس.كوم (الإنجليزية)
- مايك غروسو على موقع ريلجم (الإنجليزية)
- مايك غروسو على موقع بروبوليرز (الإنجليزية)